# Gulfstream Aerospace
Gulfstream Aerospace Corporation je ameriški proizvajalec reaktivnih poslovnih letal. Podjetje je podružnica koncerna General Dynamics, ki je tudi lastnik podjetja. Gulfstream dizajnira, razvija, izdeluje, servisira in trži poslovna letala. Od leta 1958 je proizvedel več kot 2000 letal. Njihovi proizvodi so G150, G280, G350, G450, G500, G550, in največji G650.

## Zgodovina
Podjetje, ki se je pozneje razvilo v Gulfstream Aerospace Corp, je začelo v poznih 1950ih, ko je Grumman Aircraft Engineering Co. začel s proizvodnjo poslovnih letal. Letalo  Grumman Gulfstream I (GI) je lahko prevažal 12 potnikov, pri hitrosti 563 km/h na višini 7600 metrov in je imel dolet 3500 kilometrov. Letalo posebej zasnovano za podjetnike je postalo velik uspeh in vodilo do razvoja reaktivnega Grumman Gulfstream II (GII).

### 1960
Pri začetku programa GII so razdelili podjetje Grumman v civilni in vojaški oddelek. Civilni del so preselili v Savannah, Georgia , kjer je bilo na razpolago veliko izkušenih delavcev, letališče,prostor za širitev in testiranje letal. Leta 1967 so zgradili novo tovarno, ki se je uporabljala za proizvodnjo in tesiranje GII. Število zaposlenih se je od 100 povečalo na 1700 v nekaj letih. 

### T1970
Leta 1972 se je Grumman združil s proizvajalcem lahkih letal American Aviation Corp. Dobavili so zadnji 256-ti GII leta 1977. Leto pozneje so Gulfstreamovo linijo in tovarno v Savanni prodali podjetju American Jet Industries, ki ga je vodil Allen Paulson.
Paulso je postal predsednik in CEO družbe. Družbo je poimenoval v Gulfstream American. Njegova prioriteta je bila razvoj Gulfstream III, novega letala z večjim doletom in hitrostjo kot GII. GIII je prvič poletel decembra 1979 in dobavil prvo letalo leta 1980. GIII je bilo prvo poslovno letalo, ki je poletelo čez oba zemeljska pola.

### 1980
Leta 1981 je Gulfstream predstavil GIIB. GIIB je imel predelan GII trup in GIII krila z wingleti. Letalo je imelo podobne sposobnosti kot GIII, vendar krajši trup. Dobavili so okrog 40 letal GIIB.
Pod vodstvom Paulsona je število zaposlenih doseglo 2500 leta 1982. Ime so spremenili v Gulfstream Aerospace Corp. Začeli so razvijati novo letalo Gulfstream IV. Leta 1985 je izdelovalec avtomobilov Chrysler Corp. kupil Gulfstream, ker je hitel razširiti področje. Istega leta se je Gulsfstream pojavilo na Fortune 500 seznamu. Dve leti pozneje so dobavili 200-ti in zadnji GIII. Dobavili so prvi GIV, ki je bilo prvo poslovno letalo s povsem steklenim kokpitom. Leta 1989 je Crysler prodal Gulfstream. Paulson je s pomočjo Forstmann Little & Co. kupil podjetje nazaj.

### 1990
Podjetje je podpisalo petletno pogodbo z NetJets leta 1994. Leta 1995 so predstavili Gulfstream V, prvo poslovno letalo z velikim dosegog. Gulfstream je začel s proizvodnjo GIV-SP in GV. GV so prvič dobavili leta 1997, istega leta so dobili nagrado Robert J. Collier Trophy, najpomembnejšo nagrado za aeronavtične dosežke v Severni Ameriki.

### 2000
Ob koncu 1990ih je General Dynamics kupil Gulfstream. Podjetje se je osredotočilo na izboljšanje sposobnosti letal in nižanje stroškov. Leta 2001 so kupili Galaxy Aerospace in s tem tudi njihova letala Astra SPX in Galaxy, ki so jih pozneje preimenovali v Gulfstream G100 in Gulfstream G200. Kupili so 4 servisne lokacije v  Dallasi, Las Vegasu , Minneapolisu in West Palm Beach.
Leta 2002 je Gulfstream začel poimenovati letalo pa arabskih številkah in ne več po rimskih.
Produkti so bili Gulfstream G550 in G500 s ultra dolgim dosegom, Gulfstream G400 z dolgim dosegom,  Gulfstream G300 in G200 s srednjim dosegom in visokohitrostni G100.

## Letala Gulfstream

### Sedanja letala
- Gulfstream G150— baziran na IAI Astra SPX
- Gulfstream G280— baziran na G200
- Gulfstream G350/G450— baziran na Gulfstream IV-SP
- Gulfstream G500/G550— baziran na Gulfstream V
- Gulfstream G650— novo letalo z veliko kabino, visoko hitrostjo in velikim dosegom

### Prejšnja letala
- Gulfstream G100— dvomotorno poslovno letalo
- Grumman Gulfstream I— dvomotorno trubopropelersko poslovno letalo
- Grumman Gulfstream II— dvomotorno reaktivno poslovno letalo
- Gulfstream III— dvomotorno reaktivno poslovno letalo
- Gulfstream IV— dvomotorno reaktivno poslovno letalo
- Gulfstream V— dvomotorno reaktivno poslovno letalo
- Gulfstream G200— baziran na IAI Galaxy
- Gulfstream G300— dvomotorno reaktivno poslovno letalo
- Gulfstream G400— dvomotorno reaktivno poslovno letalo